# Видин (аэропорт)
Аэропорт «Видин» (болг. Летище Видин), также известный под названием «Иново» — закрытый ныне болгарский гражданский аэропорт, расположенный в селе Иново общины Видин. Обслуживал окрестности города Видин. Международные коды: VID (классификация IATA), LBVD (классификация ICAO) и 411 (классификация WAC).

## Описание
Аэропорт расположен в юго-западной части общины Иново, в 3 км к северо-западу от Видина и маршрута E79. Площадь 153 841 м². В состав аэропорта входят:
- взлётно-посадочная полоса с бетонным покрытием в хорошем состоянии (длина 2080 м, ширина 38 м), общая площадь района 101 134 м².
- 5 административных зданий в плохом состоянии — ангар (463 м²), здание по техническому обслуживанию и ремонта (467 м²), второе здание (51 м²), павильон (86 м²), санитарный объект (29 м²)[1].

## История
Аэропорт был открыт в 1973 году. Авиакомпания «Балкан» использовала самолёты Ан-24, которые участвовали в следующих перелётах:
- ежегодные и ежедневные Видин—София и обратно (ок. 30 минут)
- сезонные и еженедельные Видин—Варна—Бургас и обратно (ок. 1,5 часа)

Ежегодно аэропорт обслуживал по 40 тысяч человек. В 1991 году в связи с экономическим кризисом регулярные рейсы были прекращены, но аэродром продолжал принимать и обслуживать самолёты и вертолёты. В 1999 году министр транспорта и губернатор Видинской области объявили о закрытии аэропорта как неприбыльного.
В настоящее время на полосе проводятся соревнования по автоспорту (в основном дрэг-рейсинг). Инвесторы также проявляют интерес к открытию аэропорта и возобновлению его деятельности.